# ميهالي هورفاث
ميهالي هورفاث (بالمجرية: Horváth Mihály)‏ هو مؤرخ وسياسي مجري، ولد في 20 أكتوبر 1809 في المجر، وتوفي في 19 أغسطس 1878 في كارلوفي فاري في التشيك.كان قد انتُخب أسقفاً.